# 苯基溴化汞
苯基溴化汞是一种有机汞化合物，化学式为C6H5HgBr。它可由苯基三氟化硅和溴化汞在四氢呋喃中于65 °C反应制得，或由三氯乙酸苯汞和溴化钠在甲醇中反应得到。它和三氯甲烷在叔丁醇钾存在下于苯中反应，可以得到三氯甲基(苯基)汞。